# Eldad ha-Dani
Eldad ha-Dani o Eldad HaDani o anche Eldad ben Mahli ha-Dani (in ebraico אלדד הדני‎?; ... – IX secolo) è stato un commerciante viaggiatore del IX secolo.

## Biografia
Pretendeva di essere cittadino di uno "Stato ebraico indipendente" collocato a est dell'Africa, abitato da popolazioni che si dichiaravano discendenti della tribù di Dan (da cui il suo nome "ha-Dani", che significa "il Danita"), di Aser, di Gad e di Neftali. Partendo da questo Stato immaginario, Eldad visitò la Babilonia, Qayrawan e la Penisola iberica, destando ovunque egli passasse una grande impressione tra gli ebrei con i suoi racconti fantastici delle Dieci tribù perdute e delle halakhot (la tradizione "normativa" religiosa dell'Ebraismo), che egli sosteneva aver portato dal suo Paese natale. Tali halakhot, scritte in Ebraico, trattano dell'abbattimento e del susseguente esame dell'animale. Esse si differenziano nettamente dalle regole talmudiche e sarebbero state introdotte da Giosuè o, secondo un'altra versione, da Othniel Ben Kenaz.
I racconti di Eldad si diffusero sensibilmente e, come d'abitudine in casi simili, furono rimodellati e amplificati dai copisti e dagli editori. Non vi sono meno di otto versioni con differenze notevoli. Il paragrafo seguente è un riassunto della narrazione di Eldad, secondo la versione più completa.

## I suoi ipotetici viaggi
Lasciando la sua terra, "dall'altra parte del fiume di Kush (probabilmente il Nilo)", Eldad viaggiò con un uomo della tribù di Aser. Una grande tempesta fece capovolgere il battello, ma Dio aveva preparato una zattera per lui e il suo compagno, sulla quale essi poterono giungere a una sponda abitata da una tribù etiope cannibale, chiamata Romrom. (per l'esistenza d'una tale tribù a quest'epoca, vedere Metz in Das Jüdische Litteraturblatt, 1877, n. 41). L'appartenente alla tribù di Aser, che era grasso, viene mangiato immediatamente, mentre Eldad è posto in una fossa per essere messo all'ingrasso. Poco tempo dopo, una tribù di adoratori del fuoco aggredisce i cannibali e fa prigioniero Eldad. Rimane in cattività per quattro anni, poi i suoi rapitori lo conducono nella provincia di Azania (oggi, forse, Somalia o costa di Zanzibar, in Tanzania), o, secondo una diversa versione, in Cina, dove è riscattato da un mercante ebreo per la somma di trentadue monete d'oro.
Eldad continuò il suo viaggio e incontrò la tribù di Issachar, che abitava le alte montagne vicine al Regno dei Medi e dei Persiani. Il loro territorio si estendeva da ogni lato per 10 giorni di marcia. «Essi vivono in pace con gli altri, e ogni loro energia è consacrata allo studio della Legge ebraica. La loro unica arma è il coltello per sgozzare gli animali (sacrificali)». Il loro giudice e principe era chiamato Nahshon ed essi utilizzavano quattro metodi per applicare la pena capitale. La tribù di Zabulon occupava la terre che si estendeva dalla provincia dell'Armenia fino al fiume Eufrate. Dietro le montagne di Paran, si presentava la tribù di Ruben. La pace regnava tra le due tribù ed esse combattevano come alleate e dividevano il bottino bellico. Avevano la Bibbia ebraica, la Mishna, il Talmud e la Haggada.
La tribù di Efraim e la semi-tribù di Manasse abitavano nelle montagne del sud dell'Arabia ed erano molto bellicose.
La tribù di Simeone e l'altra semi-tribù di Manasse erano situate sulla terra dei Khazari e ricevevano tributi da ventotto regni e da numerosi musulmani che erano loro sottomessi.
La tribù di Dan era emigrata nella terra dell'oro, Havilah (Kush), poco tempo dopo la separazione tra il Regno di Giuda e quello di Israele. Le tribù di Neftali, di Gad e di Aser raggiunsero in un secondo momento quelle di Dan. Essi avevano un sovrano chiamato Adiel ben Malkiel, un principe di nome Elizafan, del casato di Elihab, e un giudice di nome Abdan ben Mishael, che aveva il potere di infliggere le quattro pene capitali prescritte nella Legge sacra. Le quattro tribù conducevano una vita nomade ed erano continuamente in guerra con i cinque re etiopi vicini. Ogni tribù restava in campagna militare per tre mesi, e ogni guerriero restava in sella senza mettere piede in terra da uno shabbat all'altro. Possedevano la totalità dei testi sacri, ma non leggevano il Libro di Ester né quello delle Lamentazioni (per evitare il suo effetto demoralizzante). Possedevano il Talmud in lingua ebraica pura, ma nessuno dei Rabbi talmudici vi era menzionato. Il loro rituale proveniva da Giosuè, che l'aveva ricevuto da Mosè, che a sua volta l'aveva ricevuto dall'Onnipotente. Essi parlavano sol ebraico e lo stesso Eldad affermava di non capire una parola sola di lingua amarica, né di arabo.
Dall' "altra parte del fiume Kush" abitavano i Bene Mosheh (tribù di Levi, lett. "Figli di Mosè"). Il fiume Sambation circondava il loro territorio. Esso trasportava sabbia e pietre nel corso dei sei giorni della settimana e si fermava il sabato. Dall'inizio dello  shabbat, fino al suo termine, dei fuochi attorniavano il fiume, e nessun uomo poteva avvicinarsi a meno di mezzo miglio da ogni direzione. Le quattro altre tribù comunicavano con i Bene Mosheh da una sponda all'altra. I Bene Mosheh abitavano in case magnifiche e nessun animale impuro si poteva trovare sul loro suolo. I loro greggi di pecore e montoni, al pari dei loro campi producevano due volte l'anno nuovi nati e nuovi prodotti. Nessun bambino moriva nel corso della vita dei suoi genitori, che vivevano abbastanza a lungo da vedere tre o quattro generazioni successive. Non chiudevano le loro abitazioni di notte, dal momento che non vi era alcun ladro o persona in grado di agire crudelmente fra loro. Parlavano ebraico e non giuravano mai nel nome di Dio.

## Ricezione della sua storia
Questo racconto fantasioso, di cui si può trovare l'origine nella letteratura haggadica che Eldad doveva conoscere in modo approfondito, fu incredibilmente accettata come veridica dai suoi contemporanei. Gli abitanti di Qayrawan furono in effetti turbati dalle differenze tra le sue halakhot e quelle del Talmud, e per alcune espressioni ebraiche inesistenti utilizzate da Eldad; ma il Gaon Ẓemaḥ ben Hayyim di Sura, del quale s'era sollecitato il parere, li tranquillizzò, dicendo loro che non c'era nulla di stupefacente, salvo che nelle quattro tribù vi era una qualche discordanza rispetto al Talmud su alcuni punti halakhici. Inoltre, il Gaon affermò di conoscere Eldad per l'intermediazione di Isaac ben Mar e di R. Simḥah, col quale il Danita era stato associato quando era in Babilonia. Ḥasdāy ibn Shaprūṭ cita Eldad nella sua lettera al re dei Khazari, e le halakhot di Eldad sono state utilizzate anche dalle autorità rabbiniche e da quelle karaite come armi per difendere le loro rispettive credenze. Le autorità talmudiche, come Rashi, Abraham Ben David di Posquières (Rabad III) e Avraham Maimonide citano Eldad come un'autorità indiscutibile, e i lessicografi e i grammatici interpretano certe parole ebraiche attribuendo loro il significato che trovano nella fraseologia di Eldad.

## Fonte del "Prete Gianni"
L'influenza del racconto di Eldad si estese al di là degli ambienti ebraici. È la fonte di una lettera apocrifa del preteso "Prete Gianni", che apparve nel XII secolo. Al fine di refutare le asserzioni di Eldad sull'esistenza di uno Stato giudeo indipendente, asserzioni contrarie alla dottrina della Chiesa di Roma, il redattore di questa lettera parla di un prete che regnava sul grande reame d'Etiopia, che aveva come suddite alcune tribù ebraiche, ivi compresa quella dei Bene Mosheh, erano insediati al di là del fiume Sambation.
Tuttavia, numerosi scrittori medievali espressero dubbi quanto alle veridicità delle narrazioni di Eldad e delle sue halakhot: tra gli altri, Abraham ibn ‛Ezra e il rabbino e poeta Meir di Rothenburg.

## Opinioni moderne
Le critiche moderne si dividono su Eldad: Simhah Pinsker, Heinrich Graetz e Adolf Neubauer ·  vedono in lui un missionario caraita intento a discreditare il Talmud con le sue dichiarazioni riguardanti le quattro tribù che non conoscevano i nomi dei Tannaim e degli Amoraim (rispettivamente dottori della Mishna e dei Talmud), e le cui halakhot sono differenti da quelle del Talmud. Questa opinione è refutata da Moses Schorr e Adolf Jellinek, che constatano che le halakhot di Eldad contengono regole riguardanti l'esame di animali sacrificati che non sono accettate dai caraiti. P. Frankl considera Eldad come un semplice ciarlatano le cui parole e fatti non meritano alcuna attenzione. Reifmann nega categoricamente l'esistenza di Eldad e considera che le lettere della comunità di Qayrawan e di Ẓemaḥ ben Ḥayyim di Sura sono dei falsi. Metz è stato il primo ad analizzare il contenuto del libro di Eldad alla luce dei racconti di altri viaggiatori. Abraham Epstein ·  ha proseguito secondo il metodo di Metz ed è giunto alla conclusione che il libro di Eldad è una sorta di romanzo storico in cui la verità si mescola con l'immaginario. Le halakhot sono, secondo lui, autentiche ed erano in uso tra i compatrioti di Eldad, sia in una provincia dell'Africa orientale, sia in Yemen, in cui gli ebrei di quell'epoca conoscevano l'Ebraico, ma non il Talmud. Eldad non poteva, a suo parere, essere originario dell'Etiopia, il paese dei Falascia, che non parlavano altro che il Ge'ez e dei quali non v'è alcuna traccia nell'ebraico di Eldad, mentre si trovano alcune tracce dell'Arabo, che Eldad doveva conoscere, sebbene egli affermasse il contrario.

## Edizioni
Il racconto dei viaggio di Eldad è stato pubblicato a partire da differenti versioni: Mantova (1480); Costantinopoli (1516; 1519); Venezia (1544; 1605; 1648); Fürth con una traduzione in ebraico-tedesco di S. H. Weil (1769); Zolkiev (1772); Jessnitz (1772); Leghorn (1828); nella "Bet ha-Midrash" di Jellinek  (III, VI) a Presburgo, 1891, ed. Abraham Epstein. Le differenze tra le varie versioni sono state recensite da D.H. Müller. Il racconto di Eldad è stato tradotto in latino da Gilbert Génébrard (Parigi, 1584), e in forma anonima in arabo (San Pietroburgo, MSS. nn. 674, 703) e in tedesco (Dessau, 1700; Jessnitz, 1723). Estratti in ebraico sono stati proposti da Bartolocci e da Johann Andreas Eisenmenger.